# Großes Teufelshorn
Großes Teufelshorn (2362 lub 2363 m n.p.m.) – wyższy wierzchołek Teufelshörner, dwuwierzchołkowej góry w Alpach Berchtesgadeńskich, części Alp Salzburskich. Leży na granicy między Austrią (Salzburg), a Niemcami (Bawaria). Niższy wierzchołek, Kleines Teufelshorn, ma 2283 m n.p.m.